# Boreoclausia recta
Boreoclausia recta is een eenoogkreeftjessoort uit de familie van de Clausiidae. De wetenschappelijke naam van de soort is voor het eerst geldig gepubliceerd in 2013 door Kim, Sikorski, O'Reilly & Boxshall.